# Strandpromenaden, Skellefteå

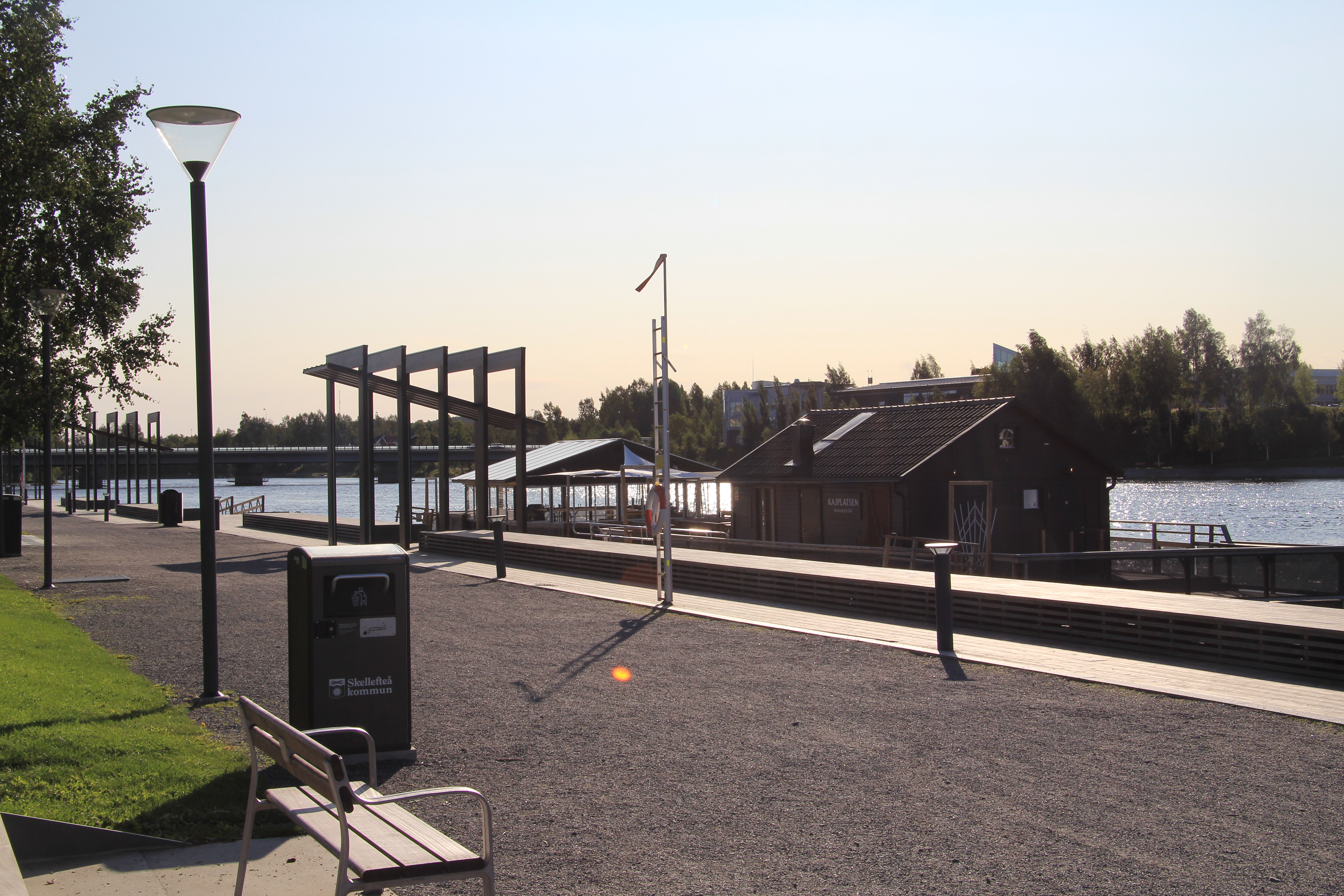
Strandpromenaden i centrala Skellefteå, 2019.

Strandpromenaden, Skellefteå, är ett långsträckt parkområde längs Skellefteälven. Som namnet antyder, så är det huvudsakligen en promenadstig. Promenadstigen startar i väster vid Mobacken och slutar i öster vid Älvsbacka och är omkring en mil lång. Man passerar bland annat landskyrkan, Nordanåområdet och de centrala delarna av Skellefteå. Strandpromenaden är en Hälsans Stig.